# 胱天蛋白酶2
胱天蛋白酶2是一种在人类中由CASP2基因编码的酶。几乎所有可获得完整基因组数据的哺乳动物中都已鉴定出CASP2直向同源物。鸟类、蜥蜴、滑体动物和真骨类中也存在独特的直系同源物。

## 功能
胱天蛋白酶的连续激活在细胞凋亡的执行阶段发挥着核心作用。胱天蛋白酶以无活性的酶原形式存在，在保守的天冬氨酸残基上进行蛋白酶解加工，产生两个亚基，分别为大的和小的，它们二聚化形成活性酶。该蛋白质的蛋白酶解裂解是由多种细胞凋亡刺激诱导的。
胱天蛋白酶2通过蛋白酶解裂解其他蛋白质。它属于称为胱天蛋白酶的半胱氨酸蛋白酶家族，仅在天冬氨酸残基后的氨基酸处切割蛋白质。在该家族中，胱天蛋白酶2属于Ich-1亚家族。它是不同物种动物中最保守的胱天蛋白酶之一。胱天蛋白酶2与起始胱天蛋白酶具有相似的氨基酸序列，包括胱天蛋白酶1、胱天蛋白酶4、胱天蛋白酶5和胱天蛋白酶9。它作为酶原产生，包含一个与胱天蛋白酶9相似的长前结构域，并包含称为CARD结构域的蛋白质相互作用结构域。胱天蛋白酶原2包含两个亚基：p19和p12。
它已被证明与使用其CARD结构域参与细胞凋亡的多种蛋白质相关，包括具有死亡结构域的RIP相关Ich-1/Ced-3同源蛋白（RAIDD）、具有胱天蛋白酶募集结构域（ARC）的细胞凋亡抑制蛋白，以及死亡效应丝形成 Ced-4 样凋亡蛋白（DEFCAP）。胱天蛋白酶2与RAIDD和带有死亡结构域（PIDD或LRDD）的p53诱导蛋白一起形成所谓的PIDDosome，它可以作为蛋白酶的激活平台，尽管它也可能是在没有PIDD的情况下激活。总体而言，胱天蛋白酶2似乎是一种用途广泛的胱天蛋白酶，除了诱导细胞死亡外还具有多种功能。

## 相互作用
胱天蛋白酶2已被证明可以与以下物质相互作用：
- BH3相互作用域死亡激动剂（英语：BH3 interacting-domain death agonist）[14][15]
- CRADD[10][16][17]
- 胱天蛋白酶8[14][18]